# Curie (superordinateur)
Curie est un superordinateur du très grand centre de calcul du CEA conçu par Bull, d'une puissance de 2 PFlops. En octobre 2012, il est le 9e supercalculateur le plus puissant au monde.

## Caractéristiques
- Les 360 nœuds larges utilisent 10000 processeurs octo-cœurs Intel 7560 à 2,26 GHz[2].
- Les 5 040 nœuds fins utilisent 10 080 processeurs octo-cœurs Intel Sandy Bridge Xeon à 2,7 GHz.
- Les nœuds hybrides utilisent 16 châssis bullx B utilisant 144 lames hybrides totalisant 188 microprocesseurs Intel Westmere à 2,66 GHz et 188 GPU Nvidia M2090 T20A.